# (3957) Sugie
(3957) Sugie est un astéroïde de la ceinture principale découvert le 24 juillet 1933 par l'astronome allemand Karl Wilhelm Reinmuth.

## Historique
Le lieu de découverte,  par l'astronome allemand Karl Wilhelm Reinmuth, est Heidelberg (024). 
Sa désignation provisoire était 1933 OD et il est nommé en l'honneur de l'astronome japonais Atsushi Sugie.

## Caractéristiques
Sa distance minimale d'intersection de l'orbite terrestre est de 1,458680 ua.